# Олейник, Иван Иванович
Олейник Иван Иванович (род. 14 февраля 1937 года, село Скраглевка, Бердичевский район, Винницкая область, Украинская ССР) – советский и украинский военачальник, писатель, генерал-полковник (1993) в ВС Украины, генерал-лейтенант (1988) в ВС СССР.

## Биография
На военной службе в Вооружённых силах СССР с 1956 года. Окончил Высшее военно-морское училище инженеров оружия в Ленинграде в 1960 году. В связи с созданием РВСН весь выпуск был направлен не на флот, а в РВСН. С 1960 года служил в Ракетных войсках стратегического назначения СССР: помощник, старший офицер, начальник оперативного отделения ракетной дивизии; начальник штаба ракетного полка, командир ракетного полка, начальник штаба 10-й гвардейский ракетной дивизии (г. Йошкар-Ола). 
В 1975 году окончил командный факультет Военной академии имени Ф. Э. Дзержинского. С июля 1976 года — командир 54-й гвардейской ракетной дивизии (г. Тейково). С июля 1983 года — начальник Пермского высшего военного командно-инженерного училища имени В. И. Чуйкова. С декабря 1985 года — начальник 53-го Научно-исследовательского испытательного полигона «Плесецк». В июне 1991 года был назначен первым заместителем начальника Главного управления эксплуатации ракетного вооружения РВСН.
В апреле 1992 года перешёл на службу в Вооружённые силы Украины по приглашению тогдашнего министра обороны Украины К. П. Морозова, где в июне того же года был назначен заместителем министра обороны Украины по вооружению — начальником вооружения. В ноябре 1994 года освобождён от должности и уволен в запас.
Живёт в Киеве. С 1995 года работает главным научным помощником Генерального конструктора ОКБ «Южное» имени М. Янгеля. Автор книг и многочисленных публикаций об истории создания ракетного вооружения СССР.
Кандидат военных наук (1990). Доктор технических наук (1999).  Действительный член Академии технологических наук Украины.

## Награды
- орден Красного Знамени (1975)
- ордена «За службу Родине в Вооружённых Силах СССР» 2-й (1990) и 3-й (1978) степеней
- медали СССР и Украины
- Заслуженный деятель науки и техники РСФСР
- Почётный радист СССР

## Труды
- Они опережали время. — Киев, 2018.